# George Gaylord Simpson
George Gaylord Simpson (1902-1984) là nhà khoa học người Mỹ. Ông là người có những đóng góp quan trọng cho sự phát triển của thuyết tiến hóa tổng hợp hiện đại. 

## Nhữngnghiên cứu

### Thuyết tiến hóa tổng hợp hiện đại
Khi đóng góp cho thuyết tiến hóa tổng hợp hiện đại, George Gaylord Simpson đã cho rằng tiến hóa là sự tích lũy dần các gene đột biến nhỏ trong quần thể. Như vậy, Simpson đóng vai trò chủ yếu trong việc đem các ý tưởng từ sinh học, cổ sinh vật học và di truyền học lại với nhau để góp phần tạo ra "sự tổng hợp hiện đại" của sinh học tiến hóa, cuốn sách Tempo and Mode của ông là cổ điển trong lĩnh vực này.

### Lớp Thú
Với tác phẩm Principles of Classification and a Classification of Mammals, Simpson đã vạch ra hệ thống học của nguồn gốc thú và các mối quan hệ nói chung được giảng dạy rộng khắp cho tới cuối thế kỷ XX. Nhờ có sự phân loại của ông,các hồ sơ hóa thạch cổ sinh vật học đã được điều chỉnh lại, và trong những năm qua người ta đã chứng kiến nhiều tranh luận và tiến bộ liên quan tới những kiến thức cột trụ lý thuyết của chính việc hệ thống hóa, một phần là thông qua các khái niệm mới của miêu tả theo nhánh học.

### Sói đỏ
George Gaylord Simpson xếp sói đỏ trong phân họ Symocyoninae cùng với chó hoang châu Phi và chó lông rậm vì chúng có chung đặc điểm giải phẫu học. Nhiều người đã nghi ngờ cách sắp xếp của ông cho rằng các đặc điểm chung này là do tiến hóa hội tụ. 